# Manfredi Lucibello
Manfredi Lucibello (Firenze, 18 novembre 1984) è un regista cinematografico italiano.

## Biografia
Si è laureato al DAMS presso l'Università di Bologna, con una tesi in filmologia su Samuel Fuller, quindi si è diplomato al master biennale Officinema-La bottega dei mestieri, diretto da Giuseppe Bertolucci e organizzato dalla Cineteca di Bologna, specializzandosi in montaggio cinematografico.
Nel 2010 scrive e dirige il cortometraggio Storia di nessuno. Il film ha vinto numerosi premi internazionali tra cui il Prix Curts du Polar 2011, premio per il miglior cortometraggio al festival internazionale del Noir di Lione. Nel 2011 vince, inoltre, la ventesima edizione del Premio Iceberg, storico premio indetto dal Comune di Bologna per valorizzare i talenti creativi.
Nel 2013 vince il premio Young Italian Filmmaker Prize, indetto dall'istituto italiano di cultura di New York e dal Ministero degli affari esteri. Nel dicembre dello stesso anno esce Centoquaranta - La strage dimenticata, film documentario sulla strage del Moby Prince, vincitore del Fondo Toscana Cinema, prodotto da Pulsemedia. Nel 2014 il documentario vince il Premio Italia Doc al Bellaria Film Festival.
Nel 2018 firma sceneggiatura e regia del suo primo lungometraggio, un noir dal titolo Tutte le mie notti prodotto da Madeleine Film e Mompracem in collaborazione con Rai Cinema. Il film è stato presentato alla Festa del Cinema di Roma è ad ha ricevuto un Nastro d'argento per l'interpretazione di Benedetta Porcaroli.
Nel 2022 scrive e dirige il documentario Bice Lazzari - Il ritmo e l'ossessione presentato alla Festa del Cinema di Roma 2022 prodotto da Mompracem, in collaborazione con Sky Arte e la Cineteca di Bologna 
Nel 2023 scrive e dirige il film per il cinema Non Riattaccare, interpretato da Barbara Ronchi e Claudio Santamaria, unico film italiano in concorso al 41° Torino Film Festival 2023 .  
Nel 2024 scrive e dirige il documentario Il Complotto di Tirana, presentato alla Festa del Cinema di Roma 2024. Il documentario ha vinto il premio della giuria al 43° FIFA - International Film Festival  of Film on Art.

## Filmografia

### Regista

#### Cortometraggi
- Storia di nessuno (2010)

#### Documentari
- Centoquaranta - La strage dimenticata (2013)
- Il paese perduto (2015)
- Bice Lazzari - Il ritmo e l'ossessione (2022)
- Il Complotto di Tirana (2024)

#### Lungometraggi
- Tutte le mie notti (2018)
- Non riattaccare (2024)